# Godfried Bomans
Godfried Jan Arnold Bomans (Den Haag, 2. ožujka 1913. – Bloemendaal, 22. prosinca 1971.) bio je nizozemski pisac i poznata televizijska ličnost.
Bomans je mnogo godina bio najčitaniji pisac u Nizozemskoj. Napisao je više od 60 knjiga. Za života nije uživao mnogo priznanja kao pisac, u svakom slučaju ne po književnim nagradama. Književna kritika i danas ostaje podijeljena po njegovu pitanju. Njegov opus je vrlo teško svesti pod isti nazivnik no on prije svega ostaje veliki stilist. Njegov rad karakterizira agilnost, veliki smisao za humor i nenadmašiva ironiju. 
U široj javnosti Bomans postaje popularan putem svog romana 'Erik of het klein insectenboek' (deset izdanja u godini izdanja, 1941.) i poslije Drugog svjetskog rata stripom 'Pa Pinkelman' u Volkskrantu, i nakon toga još sa svojim kolumnama na početnoj strani istih novina kao i člancima u Elsevieru i svojim radio i tv-nastupima.
Bomans je bio veliki poznavatelj djela Charlesa Dickensa. Igrao je veliku ulogu u pokretanju prijevoda cjelokupnog Dickensovog opusa, čiji su se dijelovi početkom 50tih godina počeli prodavati u obliku džepnih izdanja.

## Život
Još kao učenik u srednjoj školi Bomans je pokazivao interes za književnost; postao je urednik školskih novina i objavljivao kratke priče, podjednako u književnim i studentskim časopisima.
Prvotno je studirao pravo na sveučilištu u Amsterdamu a potom psihologiju i filozofiju na sveučilištu u Nijmegenu, no proveo je cijelu godinu pišući. Godine 1943. odustao je od studija i preselio se u Haarlem. Tamo je pomogao u spašavanju nekoliko Židova za što je kasnije bio i odlikovan.
U svojim radio i tv-nastupima većinom je zauzimao u ulozi ekscentrika. Bio je jedan od prvih pisaca u Nizozemskoj koji se redovito pojavljivao na televiziji. Postao je medijska ličnost, jedan novi fenomen kasnih pedesetih i početkom šezdesetih godina 20. st. To je pridonijelo njegovoj popularnosti, no nije povećala poštovanje 'kritičke' književne elite koja se mrštila na njegove manje ozbiljne nastupe.

## Vanjske poveznice
- Godfried Bomans - Yad Vashem website (engl.)